# Jurij Taricz
Jurij Wiktorowicz Taricz (ros. Ю́рий Ви́кторович Та́рич; ur. 12 stycznia?/24 stycznia 1885 w Połocku, zm. 21 lutego 1967 w Moskwie) – radziecki i białoruski reżyser filmowy oraz scenarzysta. Zasłużony Działacz Sztuk RFSRR (1935). Jeden z twórców kina białoruskiego. Twórca m.in. filmów: Car Iwan Groźny (1926), Leśna opowieść (1927), Odinnadcatoje ijula (1938).

## Wybrana filmografia
- 1924: Banda Knysza (Банда батьки Кныша, Banda bat´ki Knysza)
- 1926: Car Iwan Groźny (Крылья холопа, Krylja chołopa)[2][3]
- 1927: Leśna opowieść (Лесная быль, Lesnaja był)[4]
- 1928: Kapitańska córka (Капитанская дочка, Kapitanskaja doczka)[2][5]
- 1929: Do jutra (До завтра, Do zawtra)[6]
- 1938: Одиннадцатое июля, Odinnadcatoje ijula
- 1942: Mordercy wychodzą na drogę (Убийцы выходят на дорогу, Ubijcy wychodiat na dorogu)

## Odznaczenia
- 1935: Zasłużony Działacz Sztuk RFSRR